# Calfven
Calfven is een gehucht  , dat onderdeel is van Ossendrecht, in de gemeente Woensdrecht, in de Nederlandse provincie Noord-Brabant. Het is gelegen op de Brabantse Wal, tussen Hoogerheide en Zandvliet. Vanaf Calfven heeft men uitzicht over een deel van Zeeland en de haven van Antwerpen. Door Calfven liep vroeger de tramlijn Antwerpen - Tholen. Op het oude militaire complex aan de Trambaan in Calfven was ook De Luchtballon gevestigd, alwaar gehandicapte kinderen of kinderen met astma hun vakantie konden doorbrengen.
Calfven had in 2010 ongeveer 500 inwoners.

## Geschiedenis
Calfven wordt genoemd in 1353. Het was toen een zelfstandige heerlijkheid die de lage jurisdictie bezat. De heerlijkheid was slechts 26 ha groot en bestond uit een landhuis en een smal perceel dat van de Brabantse Wal tot de Westerschelde liep. Pas in 1773 werd de heerlijkheid verkocht aan de markies van Bergen op Zoom.
In 1780 werd door de heren echter nog een nieuw herenhuis gebouwd, de tegenwoordige Hoeve Calfven. Deze bezit een vrijstaande Vlaamse schuur.